# Sonate K. 272
La sonate K. 272 (F.220/L.145) en si bémol majeur est une œuvre pour clavier du compositeur italien Domenico Scarlatti.

## Présentation
La sonate K. 272, en si bémol majeur, notée Allegro, forme une paire avec la sonate suivante. La cellule rythmique monotone :
entraîne la sonate tout du long et contraste ainsi avec la K. 273 en rythmes ternaires. Cette alternance de mètre binaire/ternaire est conforme aux conventions de l'époque et typique de nombreuses sonates de Scarlatti ; elles diffèrent cependant du schéma habituel en ce que le tempo modéré devait suivre un mouvement plus rapide et plus brillant.

## Manuscrits
Le manuscrit principal est le numéro 7 du volume V (Ms. 9776) de Venise (1753), copié pour Maria Barbara ; l'autre est Parme VI 25 (Ms. A. G. 31411).

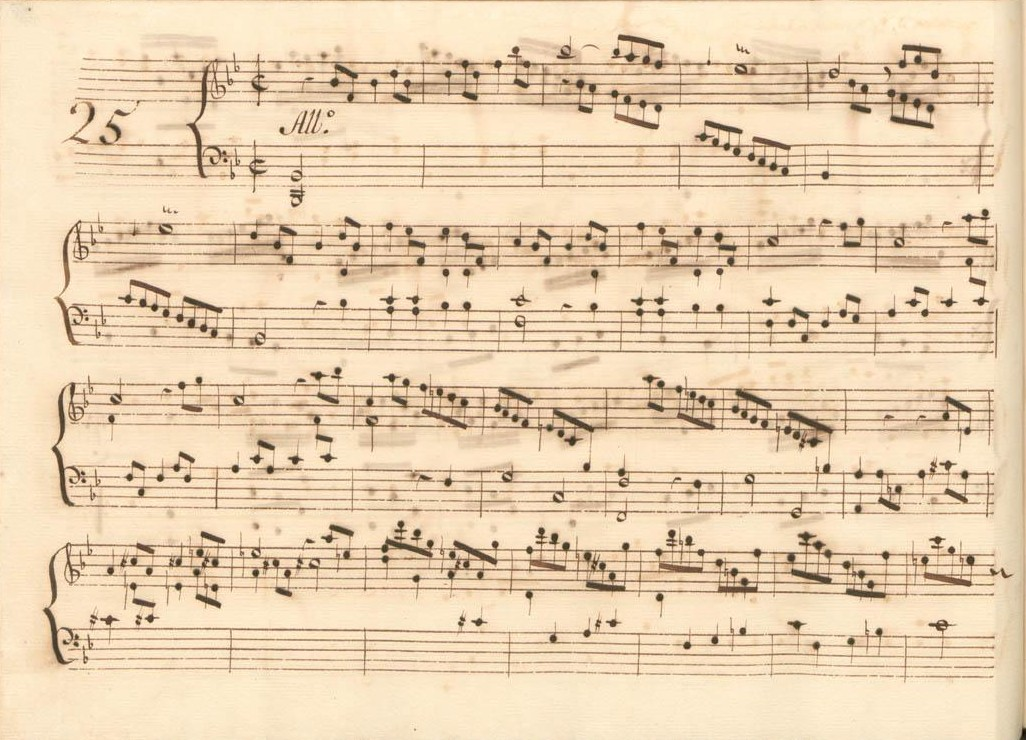
Parme VI 25.
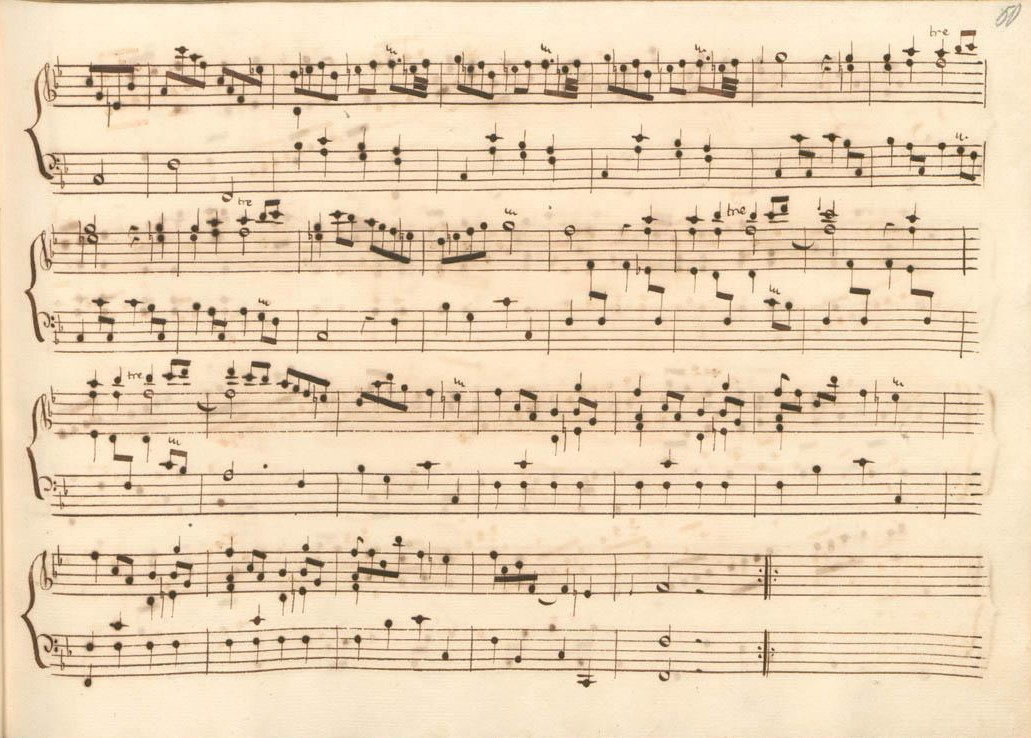
Parme VI 25 (fin de la première section).
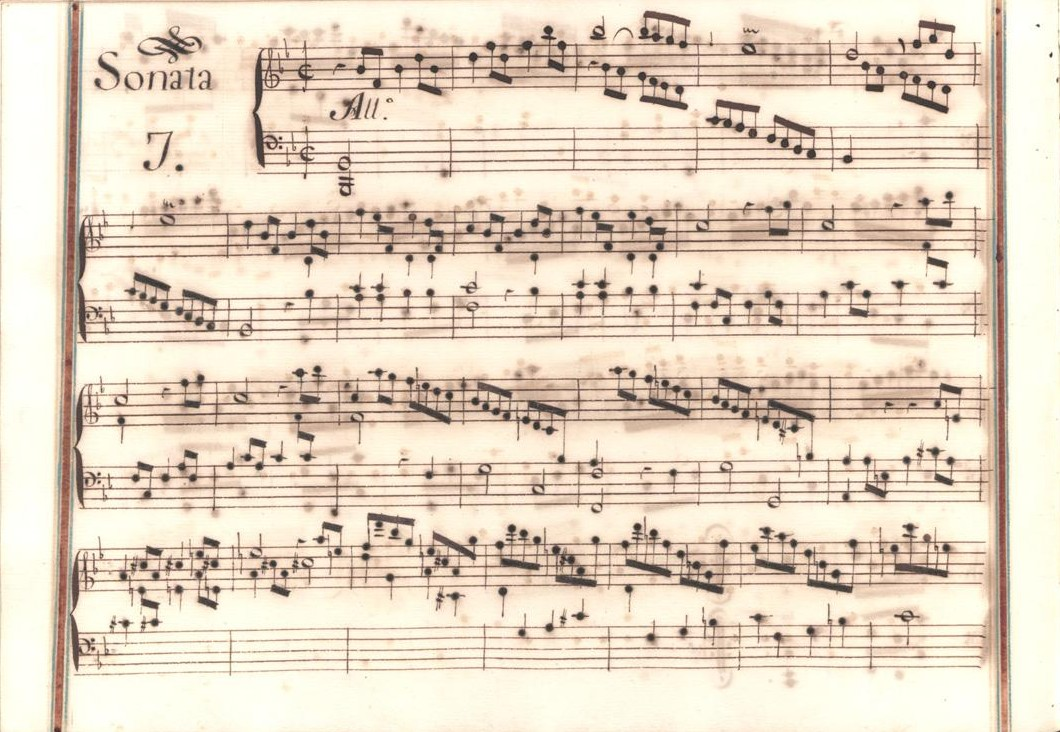
Venise V 7.
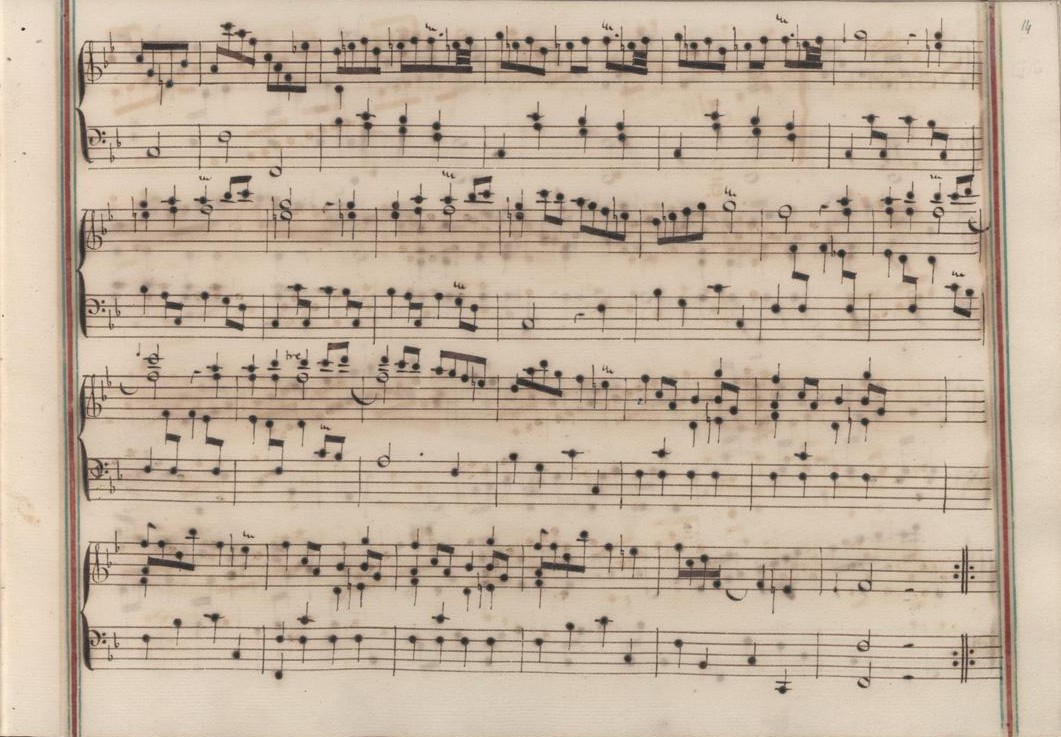
Venise V 7 (fin de la première section).
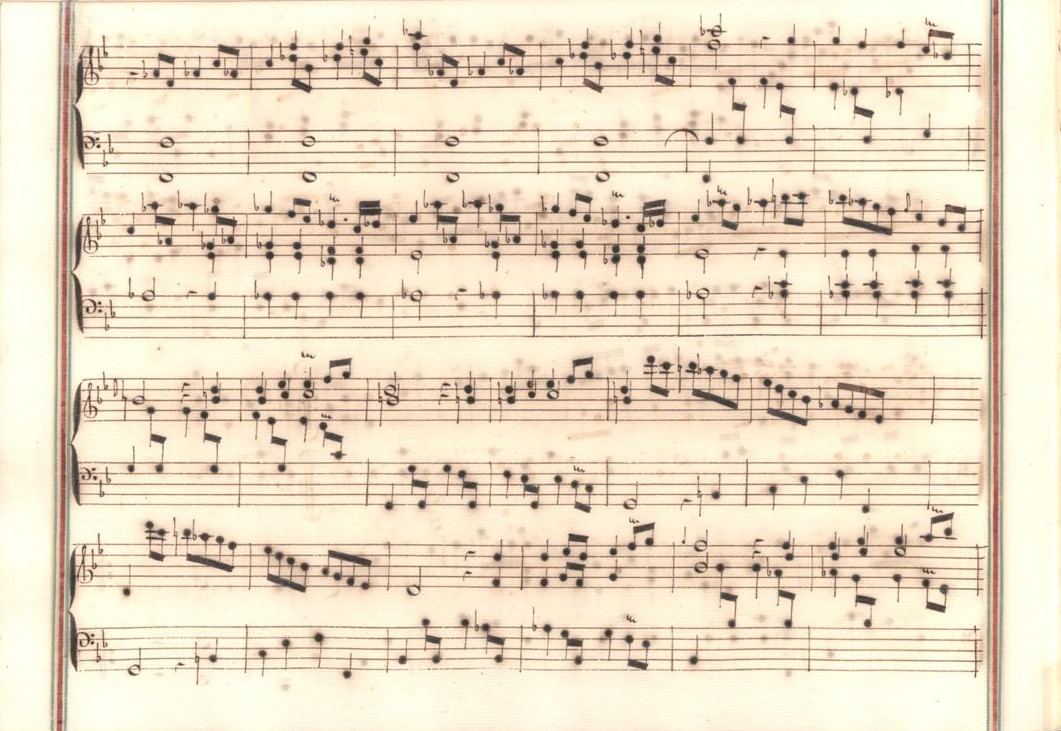
Venise V 7 (début de la seconde section).
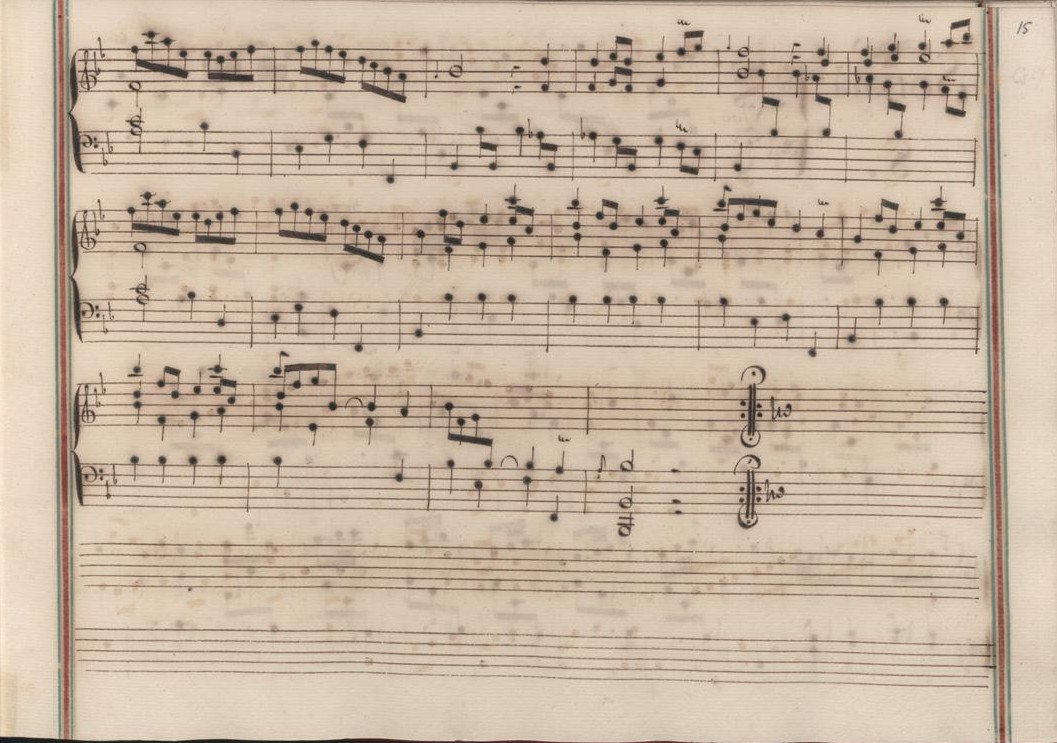
Venise V 7 (fin de la sonate).

## Interprètes
La sonate K. 272 est défendue au piano, notamment par Carlo Grante (2012, Music & Arts, vol. 3) ; au clavecin par Scott Ross (1985, Erato), Richard Lester (2002, Nimbus, vol. 2) et Pieter-Jan Belder (Brilliant Classics).

## Sources
: document utilisé comme source pour la rédaction de cet article.
- Ralph Kirkpatrick (trad. de l'anglais par Dennis Collins), Domenico Scarlatti, Paris, Lattès, coll. « Musique et Musiciens », 1982 (1re éd. 1953 (en)), 493 p. (ISBN 978-2-7096-0118-4, OCLC 954954205, BNF 34689181).
- Alain de Chambure, « Domenico Scarlatti, Intégrale des sonates — Scott Ross », Erato/Éditions Costallat (2564-62092-2 (livret : 2292-45309-2)), 1985/1988 (OCLC 891183737) .
- (en) Carlo Grante, « Domenico Scarlatti, intégrale des sonates pour clavier (vol. 2) », Music & Arts (CD-1291), 2009 (OCLC 840087257) .